# روبرت جاي فرانكل
روبرت جاي فرانكل (بالإنجليزية: Robert J. Frankel)‏ هو مدرب خيول أمريكي، ولد في 9 يوليو 1941 في بروكلين في الولايات المتحدة، وتوفي في 16 نوفمبر 2009 بسبب ابيضاض الدم.